# فقوعة
فقوعة (به عربی: فقوعة) که با نام اردوگاه آوارگان فقوعة نیز شناخته می‌شود منطقه‌ای در کرانه باختری در سرزمین‌های فلسطینی است.